# Dambach (Fürth)

Lage Dambachs in Fürth

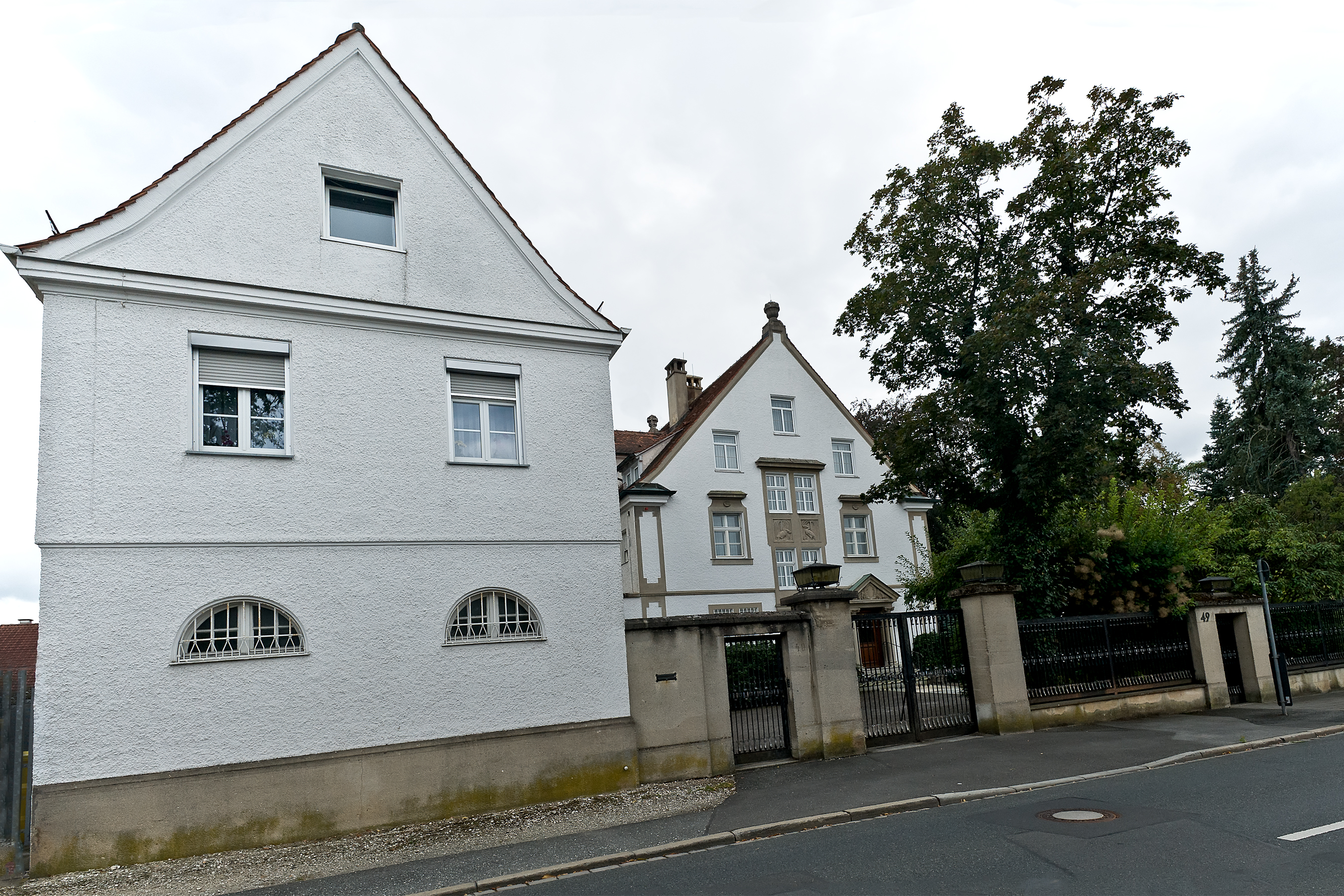
Villa in Dambach (2013)

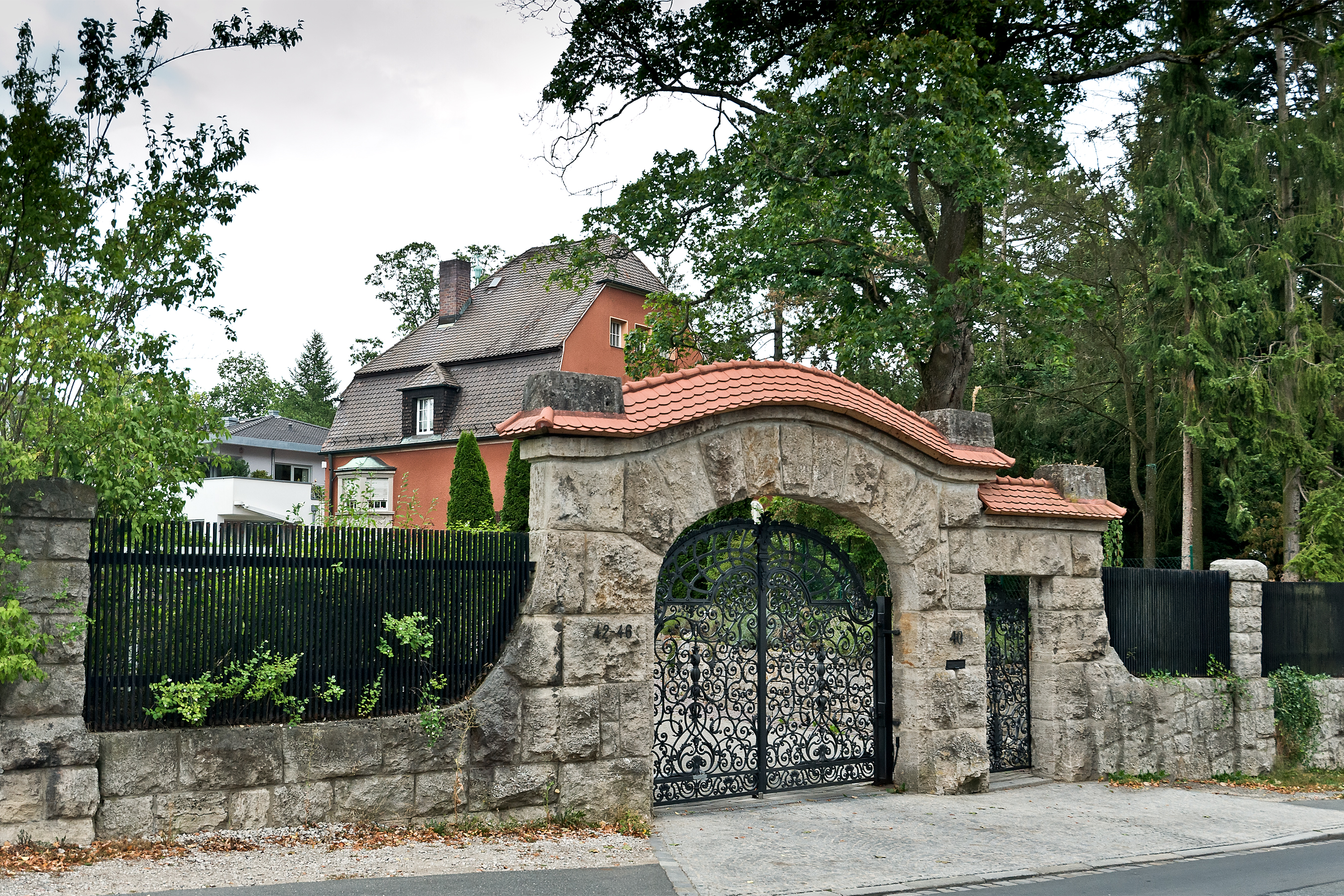
Villa in Dambach (2013)

Dambach (fränkisch: Dom-bach) ist ein Gemeindeteil der kreisfreien Stadt Fürth (Mittelfranken, Bayern). Die Gemarkung Dambach hat eine Fläche von 5,697 km². Sie ist in 4433 Flurstücke aufgeteilt, die eine durchschnittliche Fläche von 1285,06 m² haben. In ihr liegen neben dem namensgebenden Ort die Gemeindeteile Ober- und Unterfürberg.

## Geografie
Dambach liegt etwa zwei Kilometer südwestlich des historischen Fürther Stadtkernes. Östlich des Ortes fließt die Rednitz, südlich wird er vom Rhein-Main-Donau-Kanal und der Südwesttangente begrenzt. Südwestlich erstreckt sich der ausgedehnte Fürther Stadtwald.
Die Bayerische Uraufnahme zeigt Dambach in den 1810er Jahren als ein Haufendorf mit 25 Herdstellen und einer Weiherkette entlang des Bachlaufes.

## Geschichte
Der Ort entstand vermutlich in karolingischer Zeit und gehörte im 8. Jahrhundert zur Königsmark Fürth. 1279 wurde der Ort als „Tanbach“ erstmals urkundlich erwähnt, als Eberhardus de Hertingsberg dem Klarissenkloster St. Klara Nürnberg Güter in Tanbach schenkte. Die erste Schreibweise „Tanbach“ von 1279 ist wahrscheinlich auf den ehemals durch Tannenwald fließenden Bach durch Dambach zurückzuführen. Weitere Erwähnungen finden sich 1288 als „Tambach“ 1413 im burggräflichen Amt Cadolzburg, 1496 als „Thonpach“ und 1733 als „Dombach“.
Gegen Ende des 18. Jahrhunderts gab es in Dambach 20 Anwesen. Das Hochgericht übte das brandenburg-ansbachische Oberamt Cadolzburg. Die Dorf- und Gemeindeherrschaft war strittig zwischen dem Kastenamt Cadolzburg, dem Klosteramt Langenzenn und dem Landesalmosenamt der Reichsstadt Nürnberg. Grundherren waren das Kastenamt Cadolzburg (1 Gut, 1 Haus), das Klosteramt Langenzenn (3 Halbhöfe, 1 Gut, 1 Haus), die Pfarrei Zirndorf (1 Gütlein), das Landesalmosenamt (7 Gütlein) und die Nürnberger Eigenherren von Ebner (3 Gütlein), von Fürer (1 Gut), von Welser (1 Gut).
Von 1797 bis 1808 unterstand der Ort dem Justiz- und Kammeramt Cadolzburg. 1806 kam Dambach zum Königreich Bayern. Im Rahmen des Gemeindeedikts wurde 1808 der Steuerdistrikt Dambach gebildet, zu dem Ober- und Unterfürberg gehörten. Im selben Jahr entstand die Ruralgemeinde Dambach, die deckungsgleich mit dem Steuerdistrikt war. Sie war in Verwaltung und Gerichtsbarkeit dem Landgericht Nürnberg zugeordnet und in der Finanzverwaltung dem Rentamt Fürth (1920 in Finanzamt Fürth umbenannt). In der freiwilligen Gerichtsbarkeit unterstanden 2 Anwesen von 1821 bis 1835 dem Patrimonialgericht (PG) Groß- und Kleingeschaidt, 1 Anwesen von 1822 bis 1836 dem PG Haimendorf und 3 Anwesen bis 1812 und von 1821 bis 1836 dem PG Weikershof. Ab 1862 gehörte Dambach zum Bezirksamt Fürth und zum Landgericht Fürth (1879 in Amtsgericht Fürth umbenannt). Die Gemeinde hatte 1888 eine Gebietsfläche von 5,445 km².
Am 1. Januar 1901 wurde Dambach nach Fürth eingemeindet.
Ende der 1950er Jahre wuchs Dambach durch den einsetzenden Bauboom flächenmäßig stark an. Der Bestand setzt sich vorwiegend aus Wohnhäusern zusammen, allerdings ist noch der bäuerliche Kern des Ortes erkennbar. Ein ebenfalls 1954 bis 1959 erbauter Teil Dambachs ist die Dambach Housing Area, eine im Charakter erhaltene ehemalige Offizierssiedlung der US-Streitkräfte. Die Grundstücke der typisch amerikanischen Einzel- und Doppelhäuser werden durch keine Mauern oder Zäune getrennt.

### Baudenkmäler
Es sind 15 historische Gebäude, vorwiegend aus der Gründerzeit als Baudenkmale erhalten. Die Dambach Housing Area steht ebenfalls unter Ensembleschutz.

### Einwohnerentwicklung
Gemeinde Dambach
| Jahr      | 1818   | 1840   | 1852   | 1855   | 1861   | 1867   | 1871   | 1875   | 1880   | 1885   | 1890   | 1895   | 1900   |
| Einwohner | 298    | 412    | 395    | 434    | 415    | 464    | 433    | 433    | 493    | 520    | 556    | 589    | 678    |
| Häuser    | 45     | 51     |        |        |        |        | 60     |        |        | 79     | 85     |        |        |
| Quelle    | [ 17 ] | [ 18 ] | [ 19 ] | [ 19 ] | [ 20 ] | [ 21 ] | [ 22 ] | [ 23 ] | [ 24 ] | [ 12 ] | [ 25 ] | [ 19 ] | [ 19 ] |

Ort Dambach
| Jahr      | 001818 | 001840 | 001861 | 001871 | 001885 | 001900 | 001925 | 001950 | 001961 | 001970 | 001987 |
| Einwohner | 162    | 225    | 237    | 234    | 305    | *      | *      | 2761   | 3249   | 3460   | 3215   |
| Häuser    | 27     | 30     |        |        | 43     | *      | *      | 319    | 533    |        | 926    |
| Quelle    | [ 17 ] | [ 18 ] | [ 20 ] | [ 22 ] | [ 12 ] | [ 26 ] | [ 27 ] | [ 28 ] | [ 29 ] | [ 30 ] | [ 1 ]  |

## Religion
Der Ort ist seit der Reformation evangelisch-lutherisch geprägt und war ursprünglich teils nach St. Michael (Fürth), teils nach St. Rochus (Zirndorf) gepfarrt, später war nur noch Fürth zuständig, heute ist es die Erlöserkirche (Dambach). Die Einwohner römisch-katholischer Konfession sind nach St. Nikolaus (Fürth) gepfarrt.

## Infrastruktur
- In Dambach gibt es derzeit drei Kindergärten für ca. 100 Kinder, eine eigene Schule besitzt Dambach nicht mehr.
- Den größten Dambacher Verein bildet der TV Fürth 1860, der zweitgrößte Breitensportverein Nordbayerns mit 23 Sportangeboten und über 5000 Mitgliedern.
- Die evangelische Erlöserkirche ist die einzige Kirche im Stadtteil. Sie liegt an der Zirndorfer Straße und fällt durch ihre moderne Bauweise im Ortsbild auf.
- Die Deutsche Spielzeugstraße durchquert Dambach auf der Forsthaus-, Lerchen- und Fuchsstraße.

## Verkehr
- Straße: Gemeindestraßen verbindet Dambach mit der Südwesttangente, die östlich zu der Bundesautobahn 73 und westlich zu der Bundesstraße 8 anschließt.
- Schiene: Die Rangaubahn fährt im Halbstunden- bis Stundentakt vom Haltepunkt Fürth Dambach zum Fürther Hauptbahnhof sowie nach Zirndorf und Cadolzburg.
- ÖPNV: Des Weiteren ist Dambach tagsüber mit der Buslinie 178 der Infra Fürth im Sieben- bis Sechzigminutentakt an die Fürther Süd- und Innenstadt angebunden, welcher in den Nächten vor Feiertagen, Samstagen und Sonntagen zwischen 1:00 Uhr und 4:00 Uhr unter der Nummer N18 als Nachtbus verkehrt.
- Wanderwege: Durch den Ort verläuft der Fränkische Marienweg.